# Comuna Jovte, Sloveanoserbsk
Jovte (în ucraineană Жовте) este o comună în raionul Sloveanoserbsk, regiunea Luhansk, Ucraina, formată din satele Jovte (reședința), Kruta Hora, Lobaceve, Novoselivka și Sabivka.

## Demografie
Componența lingvistică a comunei Jovte
     Rusă (65,37%)
     Ucraineană (34,41%)
Conform recensământului din 2001, majoritatea populației comunei Jovte era vorbitoare de rusă (65,37%), existând în minoritate și vorbitori de ucraineană (34,41%).